# Захарова Надія Дмитрівна
Захарова Надія Дмитрівна (9 лютого 1945) — радянська баскетболістка.
Олімпійська чемпіонка 1976 року.